# Косичкин, Виктор Иванович
Ви́ктор Ива́нович Коси́чкин (25 февраля 1938, Рыбновский район, Рязанская область — 30 марта 2012, Москва) — советский конькобежец, олимпийский чемпион на дистанции 5000 и серебряный призёр на дистанции 10000 (1960), чемпион мира в классическом многоборье (1962) и серебряный призёр (1961, 1964); чемпион Европы (1961) и бронзовый призёр (1965); абсолютный чемпион СССР (1961), чемпион СССР на 5000 м (1958, 1960, 1961, 1962), на 10000 м (1960, 1961, 1962, 1964, 1965) и на 1500 м (1961). Заслуженный мастер спорта СССР (1960), полковник милиции. Выступал за ВФСО "Динамо" (Москва)

## Биография
Родился в ныне не существующем селе Мошки, Рязанской области, тринадцатым ребёнком в семье Ивана Яковлевича и Матрёны Михайловны Косичкиных. Четверо старших детей умерли от голода в гражданскую войну. Ещё трое не перенесли голод начала тридцатых. В 1940 году его отец ушёл воевать на советско-финскую войну, а вернулся только после Великой Отечественной в 1947 году и два года после контузии отец провёл в госпиталях.
В деревне было трудно жить, и они решили перебраться в Москву. Жили в коммунальной квартире не очень-то сытно. Недосыпали, недочитывали, недоучивались. Мальчишкой, уже в Москве, Виктор играл на альте и трубе в детском оркестре при Доме культуры. Но музыкантом не стал. Начал заниматься велоспортом в секции "Динамо", но и там долго не продержался из-за конфликта с тренером. 
В 14-летнем возрасте, после семи лет обучения в школе, пошёл в ученики токаря на автобазу МВД, чтобы хоть как-то прокормить семью. К крепкому деревенскому парню постоянно с просьбами о помощи обращался физрук. Однажды он попросил Косичкина пробежать за динамовский райсовет 500 и 1500 метров на коньках. Хотя до этого Виктор Иванович ни разу не стоял на коньках, он пробежал обе дистанции, ни разу не упав, и даже выполнил норматив 3-го разряда.
В 1956 году физрук отвёл Косичкина в спортшколу "Динамо", где записал Виктора в конькобежную секцию к тренеру - общественнику Клавдии Андреевне Гуськовой, которая и научила его бегать на коньках. В марте 1958 года он дебютировал на чемпионате СССР в Свердловске и выиграл неожиданно "золото" в забеге на 5000 метров, обыграв чемпиона мира Олега Гончаренко и ему покорился норматив 1-го разряда. Этот успех позволил ему попасть в сборную страны.
В 1959 году Косичкин дебютировал на чемпионате Европы в Гётеборге, где он занял третье место на дистанции 1500 метров и восьмое в многоборье. На чемпионате мира в Осло финишировал на 16-м месте. В марте выиграл серебряную медаль на чемпионате СССР в забеге на 10 000 метров. 
В январе 1960 года на чемпионате СССР Виктор вновь стал первым на 5000 метров. Чемпионат Европы прошёл неудачно и он занял только 10-е место в многоборье. На чемпионате мира в Давосе занял 2-е место в беге на 10 000 метров и 3-е на 5000 метров, и в сумме многоборья поднялся на 5-е место.
На Олимпийских играх 1960 года на искусственном льду Скво-Вэлли Косичкин в свой день рождения стал чемпионом в беге на 5000 м, выиграв 9,5 секунд у ставшего вторым норвежца Кнута Йоханнесена. Через 2 дня на дистанции 10000 метров Косичкин проиграл Йоханнесену 3,6 сек и завоевал серебро (Йоханнесен победил с новым мировым рекордом, который на 45 секунд превышал прежний). В 1960 году он получил звание заслуженного мастера спорта СССР.
1961 год стал для 23-летнего спортсмена очень успешным. В январе выиграл многоборье в матче СССР - Норвегия, чемпионат СССР в абсолютном зачёте и на дистанциях 5000 и 10 000 метров. В феврале стал чемпионом Европы и вторым на чемпионате мира в классическом многоборье, где проиграл голландцу Хенку ван дер Грифту. В марте занял 2-е место в многоборье на 2-й зимней Спартакиаде народов РСФСР.
Через год, в 1962 году в Москве, на глазах у переполненного Центрального стадиона имени Ленина (Лужники) стал чемпионом мира, вторым на этот раз стал ван дер Грифт. Примечательно, что чемпионат Косичкин выиграл в старых норвежских коньках довоенного производства, которые ему дал Евгений Гришин, поскольку свои ему не нравились. После победы Косичкина прямо в коньках принесли на руках в ложу, где за чемпионатом пристально наблюдал Леонид Брежнев (Председатель Верховного Совета СССР в тот год). Брежнев спросил Косичкина, чего он хочет за победу. В ответ Косичкин попросил удовлетворить просьбу о женитьбе на гражданке Чехословакии Гане Бартошевой. На следующий день Косичкину вручили разрешение на брак, билеты до Праги и визу на месяц. В том же 62-году он выиграл чемпионат РСФСР на 10 000 метров и чемпионат СССР на 5000 метров, а также стал вторым в многоборье на первенстве страны.
На зимних Олимпийских играх 1964 года в Инсбруке не завоевал медалей, стал четвёртым на 5000 м (3,8 сек до бронзовой награды) и шестым на 10000 м. В том же году стал серебряным призёром на чемпионате мира в Хельсинки, проиграв Кнуту Йоханнесену и серебряным призёром на чемпионате СССР в абсолютном зачёте.
В 1965 году Косичкин стал третьим в сумме многоборья на очередном чемпионате Европы в Гётеборге и на чемпионате СССР в Горьком. На чемпионате мира в Осло занял 7-е место. В марте он в третий раз за карьеру выиграл соревнования на приз им.Кирова.
1966 год Виктор провёл не самый лучший сезон, на европейском и мировом первенствах занял 10-е и 11-е место соответственно, на чемпионате страны - 8-е место. В том же году завершил карьеру спортсмена. 
Член КПСС с 1966 года.
По окончании спортивной карьеры работал тренером. В 1969 году окончил Высшую школу МВД СССР. Он работал в системе МВД, затем его назначили начальником отдела зимних видов спорта, а впоследствии — заместителем председателя Московского городского совета «Динамо». В 50 лет вышел в отставку в звании подполковника. Организовал научно-производственный центр «Талка»; занимался воспитанием подрастающего поколения.

### Личная жизнь
Виктор Иванович женился на гражданке Чехословакии Гане Бартошевой, с которой они познакомились в 1961 году в Карловых Варах. Они прожили 22 года. Вырастили сына Дмитрия и дочь Сюзанну, которая носила в 1990 титул «Мисс Европа». После известных событий в Чехословакии, случившиеся в 1968 году Гана уехала обратно в Карловы Вары. Официально они развелись в 1984 году, сохранив дружеские отношения. В тот же год Виктор познакомился со своей второй женой Галиной на одном из праздничных мероприятий в клубе МВД СССР. На следующий год у них родился сын Алексей. 
Виктор Иванович скончался 30 марта 2012 года после непродолжительной болезни. Похоронен 3 апреля на Троекуровском кладбище в Москве, участок № 20.

## Результаты
| Год  | Чемпионат СССР        | Чемпионат Европы     | Чемпионат мира       | Олимпийские игры        |
| ---- | --------------------- | -------------------- | -------------------- | ----------------------- |
| 1958 | 10-е · (69, , 32, 5)  |                      |                      |                         |
| 1959 | 11-е · (/, 5, /, )    | 11-е · (25, , 21, 6) | 16-e · (45, 8, 23, ) |                         |
| 1960 | 5-е · (/, , /, )      | 10-e (17, 10, 11, 5) | 5-e · (19, , 17, )   | 5000 м · 10 000 м       |
| 1961 | · (24, , )            | · (11, , )           | · (14, 4, , )        |                         |
| 1962 | · (11, , 7, )         |                      | · (8, 4, 8, )        |                         |
| 1963 | 15-е · (21, 11, 35, ) |                      | НК19 (16, 19, 19, -) |                         |
| 1964 | · (/, , )             |                      | · (6, 7, 5, )        | 4-e 5000 м 6-e 10 000 м |
| 1965 | · (7, , 14, )         | · (8, 6, 4, )        | 7-e (8, 7, 9, 5)     |                         |
| 1966 | 8-е (/, 8, 8, 15)     | 10-e (11, 11, 14, 9) | 11-e (12, 9, 15, 13) |                         |

- В скобках указаны места по отдельным дистанциям, в порядке забегов (500 м, 5000 м, 1500 м, 10 000 м)

### Стипльчезист
Помимо коньков, Косичкин был неплохим стипльчезистом. Его личный рекорд — 8.57.

## Факты
Инициатор начала «нейлонового века» в конькобежном спорте. На первой же тренировке в нейлоне побил мировой рекорд на дистанции в 3 километра на 20 секунд.

## Награды
- Орден Трудового Красного Знамени (16.09.1960) — за успешные выступления в XVII летних и VIII зимних Олимпийских играх 1960 года, а также за выдающиеся спортивные достижения[10]